# Europäischer Berufsausweis
Der Europäische Berufsausweis (EBA; englisch European Professional Card, kurz: EPC) ist ein elektronisches Zertifikat, das die Anerkennung der beruflichen Qualifikation beim Wechsel zwischen EU-Staaten erleichtern soll. Dieser Ausweis wurde durch die EU-Richtlinie 2013/55/EU eingeführt.
Diese Richtlinie, die die Richtlinie 2005/36/EG über die Anerkennung von Berufsqualifikationen änderte, definiert ein elektronisches Verfahren, mit dem Berufsqualifikationen zwischen den Mitgliedstaaten der Europäischen Union (EU) anzuerkennen sind. Des Weiteren legt die Richtlinie fest, dass die Berufsqualifikationen für eine begrenzte Zahl von Berufen, automatisch anzuerkennen sind: Unter annähernd 800 Berufen, die in der EU reguliert werden, sollen Ärzte, Zahnärzte, Apotheker, Krankenpfleger, Hebammen, Tierärzte und Architekten direkt anerkannt werden.
Diese Richtlinie wurde im Jahr 2013 vom Europäischen Parlament verabschiedet und am 28. Dezember 2013 veröffentlicht. Die Mitgliedstaaten hatten bis zum 18. Januar 2016 Zeit, die Regelung umzusetzen.
Seither ist die Anerkennung über den EBA für folgende Bereiche möglich:
- Krankenschwester / Krankenpfleger für allgemeine Pflege
- Apotheker, Apothekerin
- Physiotherapeut, Physiotherapeutin
- Bergführer, Bergführerin
- Immobilienmakler, Immobilienmaklerin